# Перемога у Другій світовій війні країн «осі» (альтернативна історія)

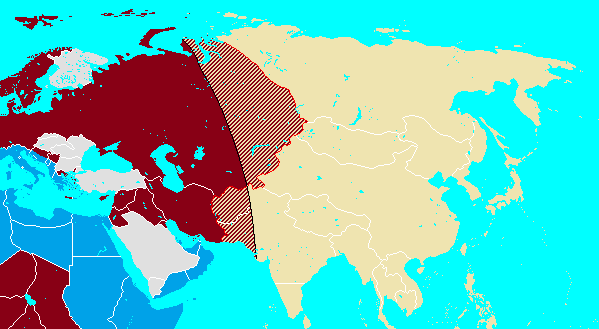
Передбачуваний переговори країн Осі про розподіл Азії у разі перемоги країн Осі.
Нацистська Німеччина / Lebensraum
Італійська імперія / Spazio vitaleЯпонська імперія / Dai Tōa Kyōeiken
передбачувані кордони японської сфери впливу
передбачувані кордони німецької сфери впливу

Перемога у Другій світовій війні країн нацистського блоку (країн «осі»), насамперед нацистської Німеччини та Японської імперії, — одна з популярних концепцій жанру альтернативної історії, переважно антиутопічної.

## Опис
За даними «Alternate History Month», перемога країн «осі» є одним із двох сюжетів, які найчастіше використовуються в альтернативно-історичних творах англійською мовою (поряд із Громадянською війною в США), причому, згідно з цифрами, повідомленими на конвенті «Worldcon» 2001 року і які ґрунтуються на статистиці бази даних Uchronia, період Другої світової війни міцно утримує першість (на другому місці Громадянська війна у США, на третьому — революція в Росії та Перша світова війна). Німецька газета Die Welt вважає, що спостерігається сплеск інтересу до теми, а перемога нацистської Німеччини у війні — вихідна посилка чи не двох третин альтернативно-історичної фантастики.
Переможна для країн «осі» Друга світова війна знаходить відображення у ряді написаних у жанрі антиутопії літературних та публіцистичних праць, що побачили світ до війни, головним чином у 1930-х роках, коли фашизм і нацизм вже були відомі, але ще не домінували в Європі. Цій темі присвячені документальні наукові та науково-популярні роботи післявоєнних дослідників — істориків, політологів та інших. Вона стосується великої кількості фантастичних творів культури (книг, кінофільмів та ін.) післявоєнного часу.

## Довоєнна футурологія
Нижче представлено аналітичні, публіцистичні праці та літературні антиутопії, що побачили світ до і під час Другої світової війни. Оскільки до війни не був відомий ані підсумок останньої, ані навіть сама її визначеність, такі твори не можуть бути віднесені до жанру альтернативної історії — ця історія на той момент ще не стала альтернативною, а була лише ймовірністю, — проте є взірцями іншого жанру, футурології, наукового чи художнього прогнозування майбутнього.

### «Тихоокеанська проблема у XX столітті»
Книга російського генерала-емігранта, військового теоретика, професора Російського історико-філологічного факультету при Паризькому університеті Миколи Головіна, написана у співавторстві з адміралом Олександром Бубновим і видана англійською мовою в 1922 році в Нью-Йорку та Лондоні, в 1924 році в Празі, а в 1925 — у Москві з передмовою Карла Радека.
Аналізується майбутнє японо-американське протистояння в басейні Тихого океану, ресурси сторін, економічний потенціал, сила армій і флотів, підводна війна, блокади, можливі місця базування та морських битв, висадки десантів, і робиться висновок про ймовірність окупації Японією Гуаму та Філіппін та неминучості її перемог першому етапі війни. Велика Британія розглядається як можливий союзник Японії, як і ймовірний союзник США.
Книга містить такі розділи: «Майбутня боротьба на Тихому океані», «Морські збройні сили Америки і Японії на Тихому океані», «Стратегічна обстановка єдиноборства Америки з Японією», «Значення Росії в Тихоокеанській проблемі».
- Golovin, N.; Bubnov, A. The Problem of the Pacific in the Twentieth Century. — London : Gyldenbal, 1922. — 256 с. — ISBN 0405020236 (1970 issue).
- Головин, Н.; Бубнов, А. Тихоокеанская проблема в XX столетии //  — М. : АСТ, Астрель, 2004. — 368 с. — ISBN 5170252234.

### «Останні та перші люди»
Масштабна псевдо-хроніка британського філософа та письменника-фантаста Олафа Стейплдона, написана в 1930 році. У книзі описано розвиток людства протягом двох мільярдів років, за які змінилося 18 біологічних видів людей та величезна кількість цивілізацій. У перших шести розділах, де йдеться про Перших людей (власне, нинішніх Homo sapiens sapiens), розповідається, серед іншого, і про німецько-радянську війну.
За версією автора, бідна Радянська Росія завдяки НЕПу стає дедалі більше залежною від США, їх фінансів і технологій, і, за зовнішнього збереження комуністичної риторики, еволюціонує у несамостійний придаток США. Там пестуються антинімецькі настрої, між Росією та Європою наростає напруженість. Європа, яка об'єдналася в досить нестійку спочатку пронімецьку Європейську Конфедерацію, має намір за допомогою війни захопити нафтові промисли азійської Росії. Її цілі: підрив могутності США та власна консолідація.
Приводом до війни виявився вихід у Німеччині провокаційної книги, де російське обличчя характеризувалося як мавп'яче та недолюдське. Москва вимагала заборони книги, Берлін наполягав на свободі слова. Підсумки війни, що тривала всього один тиждень: Москва, Петербург і Берлін знищені авіацією, але Конфедерація перемагає. Вся європейська Росія оброблена особливими отруйними газами, простір від Чорного до Балтійського моря випалений, безлюдний і позбавлений будь-якої флори і фауни.
Однак ці ж гази продовжили поширюватися і над рештою Європи, знищуючи і калічачи все живе, що завдало їй непоправної шкоди. Америка надає деморалізованій Європі допомогу, але остання обставлена так, що тепер Конфедерація потрапляє у фінансово-економічну залежність від заокеанського господаря. Після остаточного падіння Росії російський дух, культуру і, зокрема, більшовизм переймає і засвоює Китай, що піднімається, втім і він все більше розкладається Америкою.
- Stapledon, O. Last and First Men: A Story of the Near and Far Future. — London : Methuen, 1930. — 336 с. — ISBN 185798806X (2000 edition).
- Стэплдон, О. [lib.aldebaran.ru/author/styepldon_olaf/styepldon_olaf_poslednie_i_pervye_lyudi_istoriya_blizlezhashego_i_dalekogo_budushego/ Последние и первые люди: история близлежащего и далекого будущего]. — СПб., М. : ACT, Ермак, 2004. — 638 с. — ISBN 5170216130.

### «Сучасна стратегічна ситуація на Далекому Сході»
У доповіді, прочитаній Миколою Головіним 1 березня 1934 року і того ж року виданому у вигляді брошури в Белграді, порівнюються економічні ресурси і військовий потенціал Радянського Союзу і Маньчжурії/Японії на Далекому Сході, робиться висновок про неминучість війни і про перемогу в ній. Назви глав: «Економічний і політичний стан у російському Примор'ї та Приамур'ї», «Максимум червоних сил, який може бути зосереджений на Далекому Сході», «Які збройні сили потрібні Японії для оволодіння Примор'ям», «На чиєму боці Далекому Сході буде перевага в повітряних сил».
- Головин, Н. Современная стратегическая обстановка на Дальнем Востоке. — Белград : «Русский народ», 1934. — 60 с.
- Головин, Н. Современная стратегическая обстановка на Дальнем Востоке //  — М. : АСТ, Астрель, 2004. — 368 с. — ISBN 5170252234.

### «Війна на Тихому океані»
У книзі Сазерленда Денлінгера (Sutherland Denlinger) і Чарльза Гері (Charles Gary), виданій в 1936 році в Нью-Йорку, а в 1939 — Військовим видавництвом Робітничо-Селянського Військово-морського флоту СРСР у Москві та Ленінграді, передбачається неминучість військового Японією та детально аналізуються можливі сценарії цієї війни. У книзі не передбачено можливості залучення СРСР як союзника США.
- Denlinder S., Gary C. B. War in the Pacific. A Study of Naves, Peoples and Battle Problems. — New York : R.M. McBride & Co, 1936.
- Денлингер, С.; Гери, Ч. [militera.lib.ru/science/denlinger_gary/ Война на Тихом океане]. — М.—Л. : Военно-морское издательство РКВМФ СССР, 1939.

### «Гітлер проти СРСР»

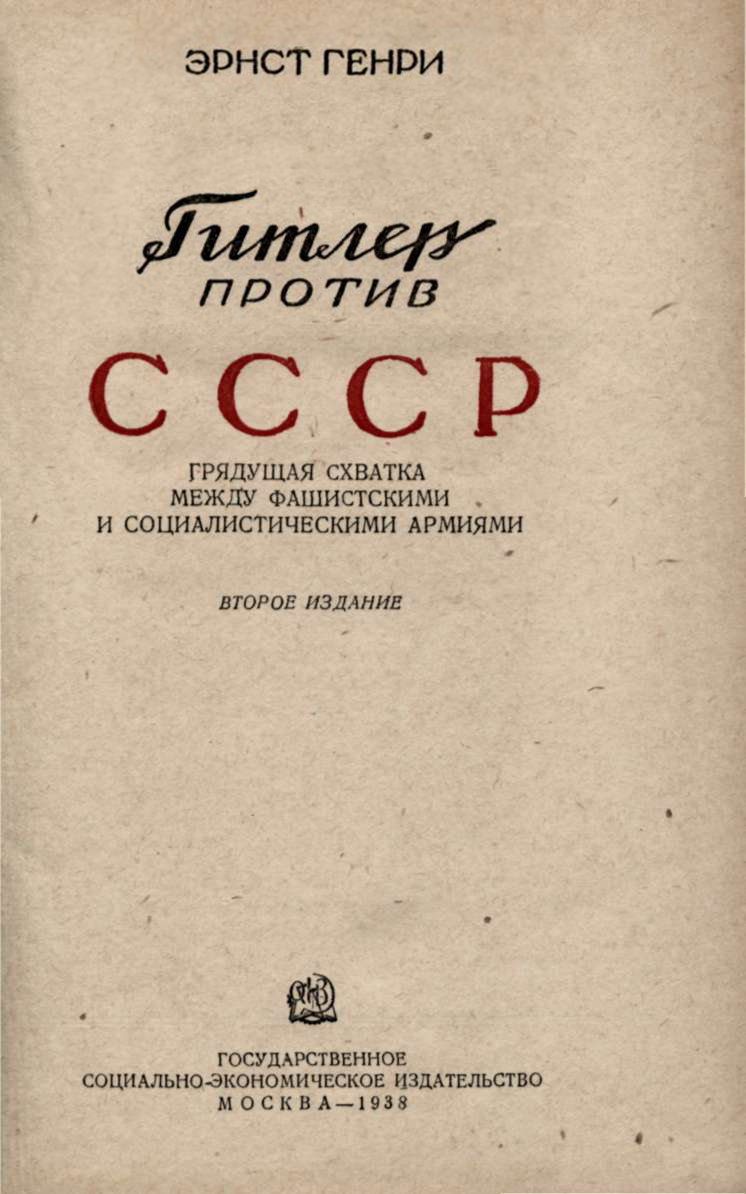
Титульний лист виданої 1938 року другим виданням брошури Ернста Генрі «Гітлер проти СРСР. Прийдешня сутичка між фашистськими та соціалістичними арміями».

Книжка комінтернівця, активіста компартії Німеччини і радянського розвідника Семена Ростовського, видана в Лондоні 1934 року (і перевидана в Нью-Йорку 1936-го) під псевдонімом Ернст Генрі із заголовком «Гітлер над Росією?» — як продовження його ранішої (березень 1934) роботи «Гітлер над Європою?». Фактично автор відтворив події аж до деяких деталей план «Барбаросса», який ще не існував на той період, показавши, які небезпеки таїть у собі прийдешнє вторгнення нацистської Німеччини в Радянський Союз. Критик «Отечественных записок» Ярослав Добролюбов пише, що Ростовський/Генрі у 1970-х роках говорив::
|  | Ходив такий жарт, що я здійснив злом сейфів і знайшов там "план Барбаросса". Усе це - казки, цей план і то в чернетці був складений десь у 40-му році... Я лише ставив себе на місце фашистів, намагався мислити їхніми категоріями. |

Відправною точкою, після якої експансія Рейху на Схід стала неминуча, Ернст Генрі бачив «ніч довгих ножів» 30 червня 1934 року, під час якої Гітлер ліквідував низку своїх політичних опонентів у нацистському середовищі. Олігархічно-аристократичне «крило» Фріца Тіссена перемагає дрібнобуржуазних штурмовиків Ернста Рема.
По суті, виконана Ростовським робота була сценарним плануванням ймовірного розвитку подій. Автор передбачив багато з них — наприклад, аншлюс Австрії та розчленування Чехословаччини. Зрозуміло, передбачити все повністю автор не міг. Наприклад, за його версією в поході на СРСР Гітлера мали підтримати японська Квантунська армія і британський військово-морський флот, а союз Німеччини з Італією малоймовірний через етнічні протиріччя в Південному Тиролі.
Автор правильно вказав на багатьох майбутніх союзників Рейху на Балканах (помилився лише з «Залізною Гвардією» Корнеліу Кодряну, яка в реальності програла більш поміркованому диктатору Іону Антонеску), проте припустив, що вони займуться реставрацією в якомусь новому виді автономії Австро-Угорської імперії. Союзником Гітлера, крім Фінляндії та країн Балтії, мала стати і Польща.
Генрі недооцінював майбутнє танків і передбачав розвиток військового наступу за аналогією з Першою світовою війною — як живий фронт, траншеї з колючим дротом та відсутність різких проривів. Однак при цьому він зміг побачити, наприклад, майбутню блокаду Ленінграда. За його версією Німеччина не здолає Францію, об'єднаний британо-німецький флот заблокує чорноморські протоки, а Туреччина стане союзником СРСР. Запорукою підсумкової поразки Рейху, попри всі його завоювання, виявиться «п'ята колона» трудящих у Німеччині, які мають збунтуватися після нальотів радянської дальньої авіації на німецькі міста.
- Henri, E. Hitler over Europe?. — New York : Simon & Schuster, 1934. — 207 с.
- Henri, E. Hitler over Russia? The Coming Fight between the Fascist and Socialist Armies / Trans. by Michael Davidson. — New York : Simon & Schuster, 1936. — 294 с.
- Генри, Э. [publ.lib.ru/ARCHIVES/G/GENRI_Ernst/_Genri_E..html Гитлер против СССР. Грядущая схватка между фашистскими и социалистическими армиями]. — М. : Государственное социально-экономическое издательство, 1938. — 267 с.

### «Ніч свастики»
Інша назва «Довга ніч». Роман-антиутопія британської феміністки Кетрін Бурдекін 1937 року, опублікований під псевдонімом Мюррей Константайн. Дія відбувається через сімсот років після приходу нацистів до влади. Німеччина та Японія виграли «Двадцятирічну війну», Рейх простягається на всю Європу та європейську частину колишнього Радянського Союзу. У Європі ненавидять англійців, тому що вони були останніми, хто чинили опір. У завойованому світі панує гомосексуальна мізогінія, християни маргіналізовані, євреї прибрані, жінки позбавлені громадянських прав і одержимі гендерним самознищенням, дітонародження повсюдно зневажається.
Японці керують Америкою, Австралією та Азією до Персії та Уралу, неминучі війни Німеччини з Японією закінчуються безрезультатно: паритетом. Однак обидві супердержави схильні до катастрофічної депопуляції через виродження жінок. Гітлеру поклоняються як високому білявому «арійському» божеству, історію повністю переписано. Головний герой, який волею випадку побачив фотографію реального Гітлера, шокований. Його вбивають есесівці, проте він встигає передати правду про історію власному сину.
- Constantine, M. Swastika Night. — London : Victor Gollancz Ltd, 1940. — 196 с. — ISBN 0935312560 (1993 edition).

### «Ілюзорна перемога»
Сатиричний роман-застереження австрійського емігранта, пізніше політичного аналітика Harper's Magazine Ервіна Лесснера (англ. Erwin Christian Lessner), виданий у 1944 році. Нацистська Німеччина повалена — проте більшій частині нацистських вождів вдається розчинитися серед населення і уникнути відплати. Вміло використовуючи прогалини у повоєнних законах окупаційної адміністрації антигітлерівської коаліції, потурання союзників та пасивний саботаж німців, нацисти крок за кроком повертаються до влади.
Німеччина обзаводиться новим фюрером-пастирем, а потім відновлює експансію нового Четвертого рейху. До 1951 військово-морські сили Німеччини виявляються рівними американським — і пастир починає говорити про «розширення нашого пасовища». У 1955 році континентальна Європа і збанкрутіла Росія стають німецькими колоніями. 1960 року відновлюється агресія проти Великої Британії — а далі й на весь світ.
- Lessner, E. Phantom victory. The Fourth Reich: 1945—1960. — New York : G. P. Putnam’s, 1944. — 227 с.

## Післявоєнні дослідження
Нижче подано написані в повоєнний час і засновані на документальному експертному аналізі наукові та науково-популярні праці дослідників-аналітиків — істориків, політологів, письменників тощо.

### «Єврорадянська імперія»
Політологічна робота 1975 року, написана бельгійським ультраправим політичним теоретиком Жаном-Франсуа Тіріаром, яка нині в деяких російських ЗВО входить до списку літератури щодо предмета геополітики. Тіріар першим серед європейських націоналістів у 1960-і роки дійшов висновку, що головним ворогом Європи, що об'єднується, є не СРСР, а США.
Автор безпосередньо розглядає СРСР як спадкоємця нацистської Німеччини та загалом ідеї «Європи від Владивостока до Дубліна», а США як спадкоємця Великої Британії, які протистоять такій супер-Європі і протягом багатьох століть не дають їй об'єднатися. Стратегічною військовою помилкою Гітлера Тіріар бачить невірний вибір ним напряму вирішального удару: «Гітлер програв війну проти Росії, він програв її вже у той день, що він погодився на „іспанський нейтралітет“ (і відмовився від Гібралтару) і надалі не надавав належного значення Північно-Африканському фронту. Перемогу Рейх мав здобувати на Середземному морі…», вибивши з європейського підчерев'я англо-американців і зміцнивши свої позиції чимось більш дієздатним, ніж його бездарні союзники у Південній Європі — Муссоліні, Франко та Петен.
Підсумком, на думку Тіріара, мала б стати об'єднана проєвропейська імперія від Владивостока до Рейк'явіка, де Західна Європа, СРСР та арабські країни Північної Африки й Аравії доповнювали б одна одну, успішно протистоячи атлантистським англосаксам. Автор побачив вирішальну помилку Гітлера в онімечуванні підкорених земель і спробував показати, що реальне об'єднання несумісне з будь-яким націоналізмом. Тому особливі надії покладалися ним на радянізацію — як інтернаціональну за суттю концепцію, що веде до взаємної інтеграції. Утім, іслам, як і КНР, розглядалися Тіріаром радше як геополітичні противники.
- Thiriart, J. Un Empire de quatre cents millions d’hommes, l’Europe. — Paris : Avatar Editions, 2007. — 312 с. — ISBN 9780955513244.
- Тириар, Ж. Евро-советская империя от Владивостока до Дублина. — «Элементы», № 1, 1992.

### «Втрачені можливості Гітлера»
Дослідження письменника Кеннета Максі (Kenneth Macksey), що спеціалізується на військовій історії, видане в 1995 році. Метою цієї збірки, що складається з одинадцяти самостійних глав, є виявлення стратегічних прорахунків Гітлера, точок біфуркації, коли прийняте чи не прийняте фюрером рішення фатально вплинуло зменшення шансів нацистської Німеччини перемогти у війні. Оригінальне видання містить дев'ять розділів, російською до них додані ще дві, написані російськими авторами. Крім того, книга має розвинений коментарний і довідковий апарат, у тому числі аналітику, присвячену механіці історичної реконструкції.
Серед докладно розглянутих сюжетів — альтернативна стратегія пріоритетного оволодіння Середземним морем у 1940 році, спільна стратегічна скоординована війна Японії та Німеччини проти союзників у 1941—1942 роках, вторгнення в СРСР та взяття Москви, невдала висадка в Нормандії у 1944 році, а також варіант заміни нападу на СРСР розгортанням масштабної антибританської підводної війни, після чого Рейх ділить Європу з Радянським Союзом, садить у Великій Британії маріонеток, а власне Другої світової війни взагалі як такої не відбувається.
- Macksey, K. The Hitler Options: Alternate Decisions of World War II. — Stackpole Books, 1995. — 240 с. — ISBN 1853671924.
- Макси, К. [militera.lib.ru/research/macksey/index.html ] / пер. и отв. ред. С.Переслегин. — М., СПб. : АСТ, Терра Фантастика, 2000. — 544 с. — ISBN 5170031629.

### «Перемоги, яких могло не бути»
Книга професора військової історії та військового кореспондента Бі-бі-сі Еріка Дуршміда (Erik Durschmied), видана у 1999 році. У трьох сюжетах збірки, що складається з не пов'язаних між собою розділів, розглядаються поряд з реальними подіями Другої світової війни їх альтернативи. У главі «Der Halte Befehl» — ймовірність повного розгрому британського експедиційного корпусу у Дюнкерку у травні 1940 року. В «Акулі на волі» — можливість непотоплення Великим Флотом у травні 1941 року лінкора «Бісмарк». У «Загадці Зорге» Гітлер починає операцію «Барбаросса» на місяць раніше, а Ріхард Зорге не надсилає з Японії до СРСР важливу інформацію, через що сибірські дивізії не перекидаються для контрудару під Москвою.
- Дуршмид, Э. Победы, которых могло не быть. Как слепой случай и глупость меняли историю = The Hinge Factor (1999) / пер. М. Пчелинцева. — М., СПб. : АСТ, Терра Фантастика, 2002. — 560 с. — ISBN 5170163126.

### «Що якщо?»
Видана у 1999 році збірка «Що якщо? Найбільші військові історики світу уявляють собі, що могло бути» містить наукові есе і складена військовим істориком, професором Робертом Каулі (Robert Cowley), редактором видання «The Quarterly Journal of Military History». Збірка охоплює найбільш значні розвилки світової історії, починаючи з часів Стародавньої Греції та Ассирії. Декілька есе присвячено альтернативному погляду на Другу світову війну.
Британський військовий історик Джон Кіган (John Keegan) докладно розглядає близькосхідну альтернативу для Рейху. На його думку, вона набагато краще забезпечувала його експансіонізм, ніж план Барбаросса. Опанування Левантом і Середнім Сходом — за збереження нейтралітету Туреччини чи її окупації — дозволило б Гітлеру набагато впевненіше вести наступні війни з Великою Британією та СРСР. Для кидка до арабської нафти був і формальний привід: 3 квітня 1941 відбувся держпереворот в Іраку, і його новий правитель Рашид Алі звернувся до Німеччини з проханням про підтримку.
Американський історик, біограф Ейзенгавера та Ніксона Стівен Емброуз (Stephen E. Ambrose) розмірковує, до яких наслідків призвела б невдача англо-американської висадки в Нормандії. Ейзенгавер, напевно, був би зміщений, а новий керівник не став би компромісною фігурою. За невдачею «Оверлорда» було б падіння кабінету Черчілля і, ймовірно, Рузвельта. Відсутність обіцяного західними союзниками у Тегерані другого фронту неминуче розколола б антигітлерівську коаліцію — що спричинило б або відновлення радянсько-німецького пакту, або окупації Радянським Союзом всієї Європи до Ла-Маншу. Це змусило США форсувати бомбардування німецьких міст — у тому числі й за допомогою атомної зброї.
Англійський письменник Ентоні Бівор (Antony Beevor) ставить питання: що завадило Дуайту Ейзенгаверу 12 квітня 1945 року, коли американські війська вже переправилися через Ельбу, продовжити наступ і взяти Берлін, що знаходився в 60 кілометрах? Несподівана смерть Рузвельта і політична невизначеність, мабуть, привели генерала до рішення не жертвувати десятками тисяч солдатів. Тим часом, Бівор робить висновок, що битва за Берлін була де-факто битвою за німецький уран для Сталіна. Радянські фізики, які працювали до 1933 року в Інституті кайзера Вільгельма та інших наукових установах Німеччини, знали, що там відбувалося. Внаслідок штурму серця нацистської Німеччини СРСР отримав найціннішу сировину, що на роки скоротило його шлях до власної атомної бомби.
У 2001 році під редакцією того ж Роберта Каулі вийшла ще одна збірка — «Що якщо? 2». У ній розглянуто такі варіанти: «Війна 1938 року» (Франція та Британія не погоджуються на розчленування Чехословаччини), «Прем'єр-міністр Галіфакс» (обрання Едварда Вуда замість Черчілля), «Президентство Воллеса» (якби Рузвельт вибрав у віце-президенти не Гаррі Трумена), а також ряд альтернатив на тихоокеанському театрі бойових дій.
- What If? The World's Foremost Historians Imagine What Might Have Been / edited by Robert Cowley. — New York : Putnam Adult, 1999. — 395 с. — ISBN 0399145761.
- What If? 2: Eminent Historians Imagine What Might Have Been / edited by Robert Cowley. — New York : Putnam Adult, 2001. — 400 с. — ISBN 0399147950.

### «10 фатальних помилок Гітлера»
Книга військового історика Бевіна Александера (Bevin Alexander), вперше видана 2000 року. Складається з 24 розділів, що охоплюють період від 1940 до останніх днів Рейху. Першою великою помилкою Гітлера автор вважає зволікання із початком висадки на Британські острови після Дюнкерка. Далі Александер поетапно ставить нові питання про стратегію Німеччини і вказує на її фатальні помилки. Зокрема, вермахт міг обійти Сталінград, перекривши нафтову дорогу життя Сталіну, міг поставити під контроль Середземне море, вигнавши звідти союзників і забезпечивши себе ресурсами, міг вирішити битву на Курській дузі на свою користь, міг форсувати створення зенітно-ракетних комплексів тощо.
- Alexander, В. How Hitler Could Have Won World War II: The Fatal Errors That Lead to Nazi Defeat. — London : Times Books, 2000. — 304 с. — ISBN 0609808443 (2001 edition).
- Александер, Б. [militera.lib.ru/research/alexander/index.html 10 фатальных ошибок Гитлера] / пер. с англ. — М. : Яуза, Эксмо, 2004. — 448 с. — ISBN 5815301450.

### «Вторгнення, якого не було»
Ще одне масштабне дослідження Кеннета Максі 2001 року. Робота повністю присвячена опису-реконструкції вдалих варіантів реалізації операції «Морський лев» з висадки німецьких військ та окупації Великої Британії в липні 1940 року. Допущення, яке дозволяє автору описати успіх, — згода фюрера на негайний десант на Британські острови одразу після переможного Дюнкерка.
Подальший ланцюжок військових рішень у нього йде більш стисло, зі зміщенням на кілька днів, а то й тижнів. Добре і докладно описаний сам хід операції із захоплення, проте наслідків вторгнення приділено набагато менше уваги: завданням Кеннета Максі не був показ того, що прямо не випливало з вихідних даних. Втім, є згадка, що після падіння Лондона в окупованій Британії формується пронацистський маріонетковий уряд.
Крім свого основного тексту російське видання книги містить низку додатків — зокрема, кілька методологічних статей з альтернативної історії, а також довідник з армій конфлікту.
- Macksey, K.[en]. Invasion: The Alternate History of the German Invasion of England, July 1940. — Ashcroft : Wren's Park Publishing, 2001. — 224 с. — ISBN 0905778790.
- Макси, К.  / пер. Т. Велимеева, отв. ред. С. Переслегин. — М., СПб. : АСТ, Терра Фантастика, 2001. — 560 с. — ISBN 5170031637.

### «Перемога Висхідного сонця»
Виданий в 2001 році під редакцією старшого аналітика Національного центру наземної розвідки (U.S. Army National Ground Intelligence Center) армії США Пітера Цураса (Peter Tsouras) збірка з десяти автономних аналітичних статей різних експертів, присвячених детальному розбору стратегічних помилок, допущених Японською імперією під час війни, а також невикористаних нею можливостей. Багато із запропонованих сценаріїв якісно змінюють післявоєнний світопорядок. Наприкінці кожного есе дається стислий виклад того, як розвивалася ситуація насправді.
Книжка починається аналізом наслідків вторгнення японських військ у СРСР взимку 1941 року. Далі йдуть: окупація Британської Індії і повний висновок британського чинника з тихоокеанського театру воєнних дій, успішне вторгнення Японії до Австралії, неприйнятний збиток американському флоту в Перл-Гарборі, збереження раптовості при атаці флоту США біля атолла Мідвей і альтернативний початок війни зі США, евакуація Гуадалканалу і навіть успішна оборона Кюсю за допомогою камікадзе. У збірнику немає критичного аналізу представлених сценаріїв, проте у російському виданні є довідковий матеріал з озброєнь воюючих флотів, і навіть 24 ілюстрації і 15 карт.
- Rising Sun Victorious. The Alternate History of How the Japanese Won the Pacific War / Editor: P. Tsouras. — New York : Greenhill Books, 2001. — 240 с. — ISBN 185367446X.
- Сб. [militera.lib.ru/research/nippon/index.html Победа Восходящего солнца] / под ред. Питера Цураса[en]. — М. : АСТ, Ермак, 2004. — 480 с. — ISBN 5170147171.

### «Перемоги Третього рейху»
Ще одна видана за редакцією Пітера Цураса 2002 року збірка альтернативно-історичних концепцій, представлених у вигляді розділів різного опрацювання та деталізації. Загальний принцип включення матеріалу — те, що відбувається, має так чи інакше призводити до перемоги або збереження нацистської Німеччини. Найбільш глобальними сценаріями, що істотно змінюють перебіг подальших подій в усіх напрямках, виявляються такі:
- Гітлер або спочатку не антисеміт, або відмовляється від цього в процесі змужніння. На противагу — він налаштований антибританськи і є прихильником переважного розвитку військово-морського флоту. У цьому випадку Рейх має шанси виходу з гарячої Другої світової війни у наступну холодну.
- Рейху вдається розробити атомну бомбу в 1942 році і завдати величезних збитків Лондону та Москві. Війна все одно закінчується стратегічною поразкою Німеччини, проте зі значними застереженнями, тобто Рейх швидше за все зберігся б.
- СРСР завдає в 1941 превентивний удар по Німеччині. Війна завершується підписанням сепаратного світу, після чого Рейх зосереджується на Західному фронті проти Британії та США. Результат незрозумілий.

Крім цих, у книзі розробляються й менш масштабні варіанти — наприклад, напад Туреччини на СРСР 1942 року, захоплення британців у Дюнкерку, програш Червоної Армії на Курській дузі чи провал другого фронту, союзної висадки у Нормандії. Книга не містить коментарного та довідкового апарату.
- Third Reich Victorious: Alternate Decisions of World War II / Editor: P. Tsouras. — New York : Presidio Press, 2007. — 336 с. — ISBN 0345490150.
- Сборник. [militera.lib.ru/research/dritten/index.html Победы Третьего рейха: Альтернативная история Второй мировой войны] / под ред. Питера Цураса[en], пер. М. Борисова. — М. : АСТ, Астрель, 2004. — 378 с. — ISBN 5170147171.

### «Росія і Німеччина. Разом чи порізно?»
У 4-й книзі Сергія Кремльова (псевдонім Сергія Брезкуна, ракетника, заступника директора Інституту стратегічної стабільності Мінатома Росії, що вийшла в 2005 році), присвяченій російсько-німецьким відносинам, коротко розглядається питання вступу СРСР у «вісь». І тут з волі автора Гітлер і Сталін проводять зустріч у Форосі 22 червня 1941 року.
- Сергей Кремлёв. Россия и Германия. Вместе или порознь?. — М. : АСТ, 2005. — 360 с. — ISBN 5170206399.

### «Світ, який Гітлер ніколи не робив»
Науково-популярна робота спеціалізується на історії Голокосту професора Гавріеля Девіда Розенфельда (Gavriel D. Rosenfeld) 2005 року. Перемога нацистів у Другій світовій війні, втеча Гітлера в джунглі Латинської Америки та ін. — Які причини поширення та актуалізації подібних питань у західній масовій культурі?
Досліджуючи велику кількість романів, оповідань, фільмів, телевізійних програм, ігор, коміксів та академічних есе, які з'явилися у Великій Британії, Сполучених Штатах та Німеччині за повоєнний час, автор показує еволюцію пам'яті про історичну спадщину нацистської Німеччини та вбачає в цьому низку небезпек для суспільства.
- Rosenfeld, G. The world Hitler never made. Alternate History and the Memory of Nazism. — London : Cambridge University Press, 2005. — 524 с. — ISBN 0521847060.

### «Друга світова війна між реальностями»
Виданий у 2006 році твір британо-американського письменника Девіда Даунінга (David Downing), що є стилізацією під суворо наукове історичне дослідження. У ньому автор викладає всі події неіснуючої війни так, якби вона сталася. Він робить два важливі припущення: 1) У 1941 році Гітлер через нещасний випадок на деякий час вибуває з числа осіб, що приймають рішення, — і генералітету Рейха вдається цим скористатися. Танкові групи не розвертаються на удар по Україні, і восени 1941 року Москва захоплена. 2) На початку 1942 року японці здогадуються, що американці розшифрували їхній військово-морський код. У результаті Ямамото організує масштабну пастку силам Тихоокеанського флоту США. За підсумками битви, що розгорнулася біля острова Мідвей, Америка втрачає три авіаносця і, власне, перестає контролювати Тихий океан. Далі історія докорінно змінюється. Новою столицею СРСР стає Куйбишев, проте війна на Східному фронті затягується. Натомість Рейху вдається досягти якісного перелому в Північній Африці, і після успішної десантної операції на Мальті «Африканський корпус» Ервіна Роммеля захоплює Єгипет і, зокрема, Суецький канал, прямуючи до арабської нафти. США все більше і більше поступаються натиску Японської імперії, яка захоплює одну колонію за іншою в тихоокеанському регіоні.
- Downing, D. Moscow Option: An Alternative Second World War. — Greenhill Books, 2006. — 256 с. — ISBN 1853676748.
- Даунинг, Д. Московский выбор. Альтернативная Вторая мировая война / пер. С. Карамаева. — М. : АСТ, Астрель, 2006. — 272 с. — ISBN 5170325479.

Аналітичне дослідження російського публіциста та письменника Сергія Переслєгіна 2006 року. Серед завдань, поставлених перед собою автором, — пошук відповіді на питання, чи існували у нацистської Німеччини стратегії, що дозволяли нацистам домогтися розгрому Великої Британії 1940 року або СРСР 1941 року. Він робить висновок, що, так, такі можливості були. У книзі послідовно розробляються всі значні події всіх фронтів, починаючи з фінської війни та північноафриканської кампанії та закінчуючи Сталінградською битвою та Курською дугою. Приблизно третина обсягу займає програму.
- Переслегин, С. [www.fictionbook.ru/author/pereslegin_sergeyi/vtoraya_mirovaya_voyina_mejdu_realnostyami/pereslegin_vtoraya_mirovaya_voyina_mejdu_realnostyami.html Вторая мировая война между реальностями]. — М. : Яуза, Эксмо, 2006. — 544 с. — ISBN 569915132X.

## Художні твори
Переможна для країн «осі» Друга світова війна є основою сюжету у великій кількості фантастичних альтісторичних творів культури (книг, кінофільмів, комп'ютерних ігор та ін) післявоєнного часу. Найчастіше художнє осмислення теми містить сміливіші припущення про варіанти розвитку, ніж це можуть дозволити експерти у межах наукового аналізу. Нижче у хронологічному порядку коротко описуються найбільш значні художні твори жанру.

### XX століття

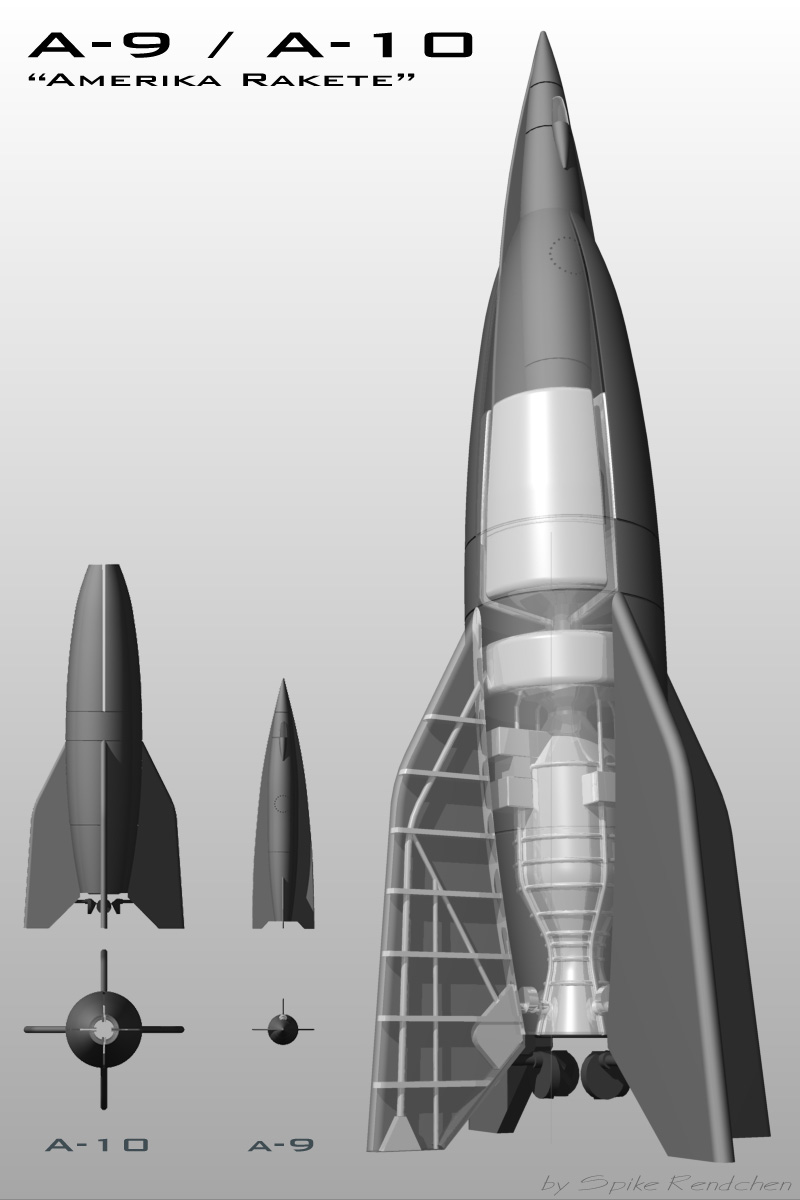
Amerika rakete (A-9/A-10) — справжня німецька технологія «зброї відплати».

#### 1940-і та 1950-ті
- Ноел Кауард, «Світ на наші часи», 1946. Німеччина виграла битву за Британію. Будні окупованої країни.
- Джон Волл, «Звук його ріжка», 1952. Головний герой опиняється в нацистському світі майбутнього, де стає однією з жертв полювання на людей.
- Сиріл Корнблат, «Дві долі», 1958. США програли війну і 1955 року розділені між нацистською Німеччиною і Японією. Населення позбавлене прав і примушене до рабської праці в концтаборах, наука й освіта заборонені.

#### 1960-ті
- Філіп Дік, «Людина у високому замку», 1962. США не запроваджували ленд-лізу, в результаті СРСР захоплений, США розчленовані на три держави. Нацистська Німеччина і Японія перебувають у холодній війні і космічних перегонах, готуючись до наступної війни за світове панування.
- Гордон Флемінг, Джильс Купер, «Інша людина», 1964. Світ завойований нацистською Німеччиною. Головного героя-самогубцю оживляють за допомогою нацистської медицини, яка вирізає органи в живих ув'язнених.
- Отто Безіл, «Якби фюрер це знав», 1966. Рейх скидає атомні бомби на Японію і до 1960 років завершує світову війну. Головний герой подорожує постапокаліптичною Європою.
- Кевін Браунлоу, Ендрю Молло, «Це сталося тут», 1966. У Британії колабораціоністський режим. На неї нападає Сьомий флот США з Ірландії.

#### 1970-ті
- Нормен Спінред, «Сталева мрія», 1972. Гітлер — письменник-фантаст, який емігрував до США, у Німеччині комуністи перемагають нацистів і захоплюють півсвіту, влаштовуючи Голокост.
- Ерік Норден, «Абсолютне рішення», 1973. У Рейху, що переміг півсвіту, триває боротьба за владу між прихильниками збереження «осі» з Японією і расистами. У колишніх США нацистська расова політика зливається з американським способом життя.
- Фредерік Маллеллі, «Гітлер переміг», 1975. Гітлер-завойовник вінчає себе папською тіарою, стаючи новим римським папою.
- Леонард Дейгтон, «SS-GB», 1978. Англія окупована Рейхом. Детектив зі Скотланд Ярду розривається між лояльністю країні та професійним обов'язком.

#### 1980-ті
- Жан Мазарін, «Викривлена історія», 1984. Нацисти отримали атомну зброю відплати, Лондон, Вашингтон і Москва знищені. Через півстоліття повсталі фанатики-бургундці загрожують мирному співіснуванню Рейху і Японії.
- Джон Гукер, «Солдати-диверсанти», 1984. Японська імперія бомбить Сідней і окупує східну Австралію. Завдання п'ятьох солдатів — опір агресорам.
- Джеймс Гоган, «Операція „Протей“», 1985. Секрет успіхів нацистів — у передачі їм знань із майбутнього. Завдання підпільних патріотів Америки — закрити Гітлеру «ворота» у 2020 рік, щоб він не оволодів ядерними технологіями.
- Браян Олдіс, «Позаминулий рік», 1987. Весь світ перебуває у владі корумпованих фашистських диктатур нащадків нацистської Німеччини. Скандинавія залишається єдиним і останнім «острівцем свободи».
- Гаррі Тертлдав, «Остання стаття», 1988. Нацистська Німеччина окупує Британську Індію і стає противником індійського національно-визвольного руху. Стратегія ненасильницького опору програє.
- Бред Ліневівер, «Крижаний Місяць», 1988. Атомний Рейх перемагає Америку. Анархістськи налаштована дочка Йозефа Геббельса публікує секретні щоденники покійного батька.

#### 1990-ті
- Лео Рутман, «Зіткнення орлів», 1990. Завоювавши Велику Британію, нацистська Німеччина приступає до захоплення Америки, вермахт висаджується в Квебеку.
- J.C. Staff, «Лазурный флот», 1990. Адмірал Ісороку Ямамото в момент смерті перероджується, опиняючись у своїй молодості, проте зберігши знання про майбутні помилки Японії. Він докладає всіх зусиль, щоб країна не допустила їх.
- Стівен Стірлінг, «Марш через Грузію», 1991. СРСР відкинутий Рейхом за Урал, нові землі заселяються окупантами. Події розгортаються в нацистській Грузії.
- Роберт Гарріс, «Фатерланд», 1992. Нацистська Німеччина, засноване нею маріонеткове Європейське співтовариство і США готові підписати союзний договір. Група інсургентів у вищому керівництві Німеччини передає американським журналістам копії знищених документів про історію Голокосту, з тим щоб президент США під тиском громадськості денонсував цю угоду. Гестапо і кримінальна поліція виявляються залученими в сутичку на різних сторонах. Сюжет знятого за романом фільму (1994) демонструє значні розбіжності з першоджерелом.
- Ніколас Содре, «Апельсини Ялти», 1992. Японська імперія замість нападу на США вторгається в Радянський Союз. Червона армія не може воювати на два фронти.
- Стівен Корнвелл, «Філадельфійський експеримент II», 1992. Під час секретного «Філадельфійського експерименту» з 1984 у 1943 рік провалюється літак стелс F-117 з ядерною зброєю — прямо до нацистів. Нацистська Німеччина перемагає весь світ.
- Сергій Абрамов «Тихий ангел пролетів», 1994. Нацистська Німеччина захоплює Росію і перетворює її на процвітаючу диктатуру російських ультранаціоналістів, а потім і демократію західного зразка.
- Девід Еллей, «7 грудня 1941 року: інший шлях», 1995. Японія вторгається в Сибір, захоплює Азію та Австралію. Рейх після захоплення Європи та Близького Сходу окупує США, однак гине через тамтешній опір Голокосту.
- Ньют Гінгріч, Вільям Форсчен, «1945», 1995. США перемагають Японію, нацистська Німеччина перемагає СРСР, холодна війна і ядерне суперництво супердержав.
- Джеймс Герберт, «48», 1996. Нацистські Фау-2 заносять до Британії біологічну зброю — страшні хвороби. Головного героя переслідує бригада «чорносорочечників», щоб викачати його кров.
- Андрій Лазарчук, «Інше небо» (1993), «Усі, здатні тримати зброю…» (1997). Переможена Росія поділена між Німеччиною і Японією, Сибір — велика держава. Рейх доживає до 1990-х років, але, як і Радянський Союз у нашому світі, стоїть на порозі розвалу.
- Даніель Істерман, «„В“ — це вбивство», 1997. Ізоляціоністська Америка стає диктатурою. Черчилль засилає таємного вбивцю, щоб розсварити її з нацистською Німеччиною.
- Василь Кожелянко, «Дефіляда в Москві», 1998. Незалежна Україна, здобувши за допомогою німецько-румунсько-угорських військ частину території, оголошує війну СРСР, за три місяці створює армію і 7 листопада 1941 року марширує на параді Красною площею в Москві.
- Косюн Такамі, «Королівська битва», 1999. Японія — фашистська імперія, в якій задля контролю населення проводиться щорічне змагання. Група школярів змушена битися на смерть між собою, поки не залишиться єдиний переможець.
- Хіроюкі Окіура, «Перевертні», 2000. У мілітаризованій Японській імперії, яка програла Другу світову війну Німеччині, наростає невдоволення, заворушення надихаються лівими екстремістами. Для відсічі хаосу влада створює особливі спецслужби.

### XXI століття

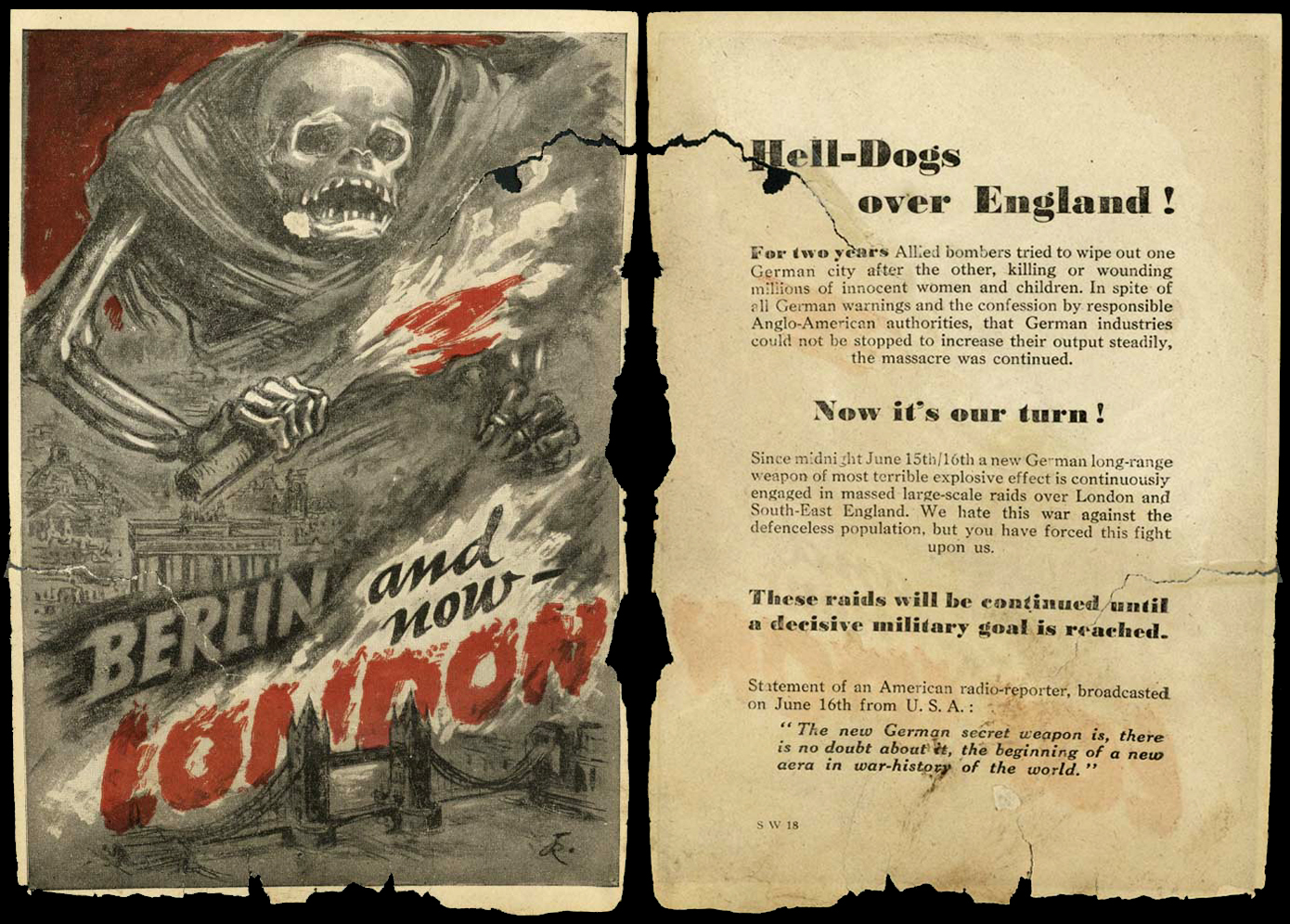
Нацистська пропагандистська листівка. Кінець червня 1944

- Крістіан фон Діртфурт, «21 липня», 2001. Гітлера вбито, Німеччина напередодні краху. Але їй вдається скинути атомну бомбу на Мінськ, змусити союзників згорнути війну і повернутися в межі 1940 року. До 1953 року нацистська Німеччина знову наддержава.
- Деніел Квінн, «Після Дахау», 2001. Головна героїня отримує спогади про паралельний світ і розуміє, що все навколо неї «пішло не так». Нацизм переміг, увесь світ був очищений від євреїв і кольорових. Необхідно розповісти цьому світу, що він втратив, і виправити його.
- J.N. Stroyar, «Дитяча війна», 2001. Між нацистською Німеччиною, Радянським Союзом і Північно-Американським Союзом, що підкорила Європу, укладено військовий блок. Головного героя рятує польський опір. Їхньою метою стає пошук допомоги в Америці.
- Маріо Фарнеті, «Схід» (2001), «Атака зі Сходу» (2002), «Нова імперія Сходу» (2006). Італія утримується від альянсу з нацистською Німеччиною, а пізніше разом із Британією та США перемагає агресивний Радянський Союз, стаючи наддержавою від Ефіопії до Уралу.
- Лі Сімен, Лі Санхак, «2009: Втрачені спогади», 2002. Японська імперія уклала союз зі США проти нацистської Німеччини і після закінчення війни зберегла свої завоювання. Через сто років, у 2009 році, Корея продовжує залишатися японською колонією.
- Мюррей Дейвіс, «Колаборатор», 2003. В окупованій нацистською Німеччиною Британії наростає рух Опору. Головному герою доводиться співпрацювати з терористами ІРА тощо.
- Гаррі Тертлдав, «На очах ворогів моїх», 2003. Післявоєнний світ розділений між Німеччиною, Японією та їхніми союзниками, найбільші міста США зруйновані під час Третьої світової ядерної війни. Приховані євреї, які вижили в Голокості, зламують комп'ютерну мережу Рейху і роблять надбанням громадськості інформацію про те, що і найбілш високі сановники нацистської імперії мають єврейську кров. Це призводить нацистську імперію до розпаду.
- Йоган Геліот, «Місяць не для нас», 2004. Німеччина виграла Першу світову війну і захопила у французів позаземну технологію. Нацистська Німеччина до 1930 років панує над світом і атакує анархістську колонію на Місяці.
- Філіп Рот, «Змова проти Америки». 2004. Президентом США стає германофіл, Америка стає ще більш консервативною і юдофобською.
- Сергій Синякін, «Напівкровка (Der Halbblutling)», 2005. СРСР переможений, на отриманих територіях сформована мережа шкіл для дітей-напівкровок. Одному з них, «напіварійцю»-напівслов'янину, належить стати першим космонавтом Рейху.
- А. Авраменко, Б. Орлов, А. Кошелєв, «Сміливо ми в бій підемо…», 2006. Жовтневого перевороту не сталося — і до 1940-х років Росія, як і раніше, на роздоріжжі між червоними і білими. Росія об'єднується з нацистською Німеччиною в переможний союз.
- Стюард Слейд, «Великий», 2007. Рейх захоплює Європу, у 1947 році Радянський Союз і Америка все ще безуспішно з ним воюють. Однак США ось-ось отримають атомну бомбу.
- митро Володіхін, «Занадто людське», 2007. Рейх захопив СРСР і веде нескінченну війну з Китаєм. Росіяни — варварський народ 4-го класу.
- Йо Волтон, «Фартинг», 2006—2008. Переліт Рудольфа Гесса завершується успішно, Британія і Німеччина миряться, владу отримують аристократи-германофіли.
- Стефен Бакстер, «Ткач», 2008. Нацисти засновують у Британії Протекторат Альбіон, після чого відволікаються на вторгнення в СРСР. Головний герой, єврей-гомосексуал-телепат, інтегрується в «Аненербе» і намагається врятувати світ від Голокосту.
- Юрій Нестеренко, Михайло Харитонов, «Юбер аллес», 2002—2010. У 1941 внаслідок змови німецьких генералів Гітлера і його найближчих сподвижників було вбито, а націонал-соціалізм — реформовано. Опора на російські антибільшовицькі сили на чолі з генералом Власовим дала змогу Німеччині виграти війну на сході й утримати більшість завоювань на заході. У 1991 році світ, як і раніше, розколотий між двома наддержавами — нацистською Німеччиною і США.
- Георгій Зотов, «Москау», 2012. 20 жовтня 1941 року війська вермахту переможно увійшли в Москву. До літа 1984 року прапори нацистської Німеччини поставлені над укріпленнями на Уралі, серед джунглів Південної Африки і Латинської Америки. За умовами розподілу світу, Японська імперія володіє половиною світу — Китаєм, Австралією, Аляскою, Сіетлом і Невадою, зайняла Сибір і Далекий Схід. Але партизанський рух не слабшає всі роки існування рейхскомісаріату Москау. Цілі області на Уралі, під Петербургом, біля Катеринодара контролюють партизани.
- Олена Чижова, «Китаїст» 2017. У німецько-радянську війну німецькі війська дійшли до Уралу. Кордон пройшов по Уральському хребту: на Сході — СРСР, на Заході — окупована німцями Росія. Перед читачем розгортається альтернативна історія двох держав — радянської і профашистської — та історія двох молодих людей, які виросли по різні боки хребта, їхня дружба-ворожнеча, що вилилася у зраду.

### На межі
Нижче в хронологічному порядку представлені художні твори, в яких країни «осі» не домагаються кінцевої перемоги у війні, проте серйозно покращують свої позиції в порівнянні з нашою реальністю, або знаходять нестандартні виходи з ситуації тотального розгрому, що відбувся в нашому світі, що призводять до нового підйому. Сюди віднесено випадки, коли фінал залишається відкритим. Більш повні описи творів — у профільній статті..
- Саке Комацу «Чорна емблема сакури», 1961. Прибулець із майбутнього намагається змінити історію рідної Японії напередодні її краху в 1945-му. Атомна бомба не вибухає над Хіросімою. Настає вторгнення СРСР і США, що призводить до ще більших жертв.
- Север Гансовський, «Демон історії», 1967. Головний герой проникає в минуле, де вбиває майбутнього диктатора Об'єднаних Земель Німеччини Юргена Астера: тепер війни не буде. Однак після повернення назад герой потрапляє в нашу реальність, де дізнається про нацистську Німеччину і про Адольфа Гітлера.
- Томас Циглер, «Голос ночі», 1983. Рейх гине, союзники реалізують план Моргентау зі знекровлення Німеччини. Від безвиході німці емігрують до Латинської Америки. Там утворюється нова наддержава.
- Дейвід Брін, «Тор зустрічає Капітана Америку», 1986. Нацистська Німеччина виявляється захищеною скандинавськими богами. Однак бог-пустун Локі приєднується до союзників, і вони готують напад на Вальгаллу.
- Пок Коіль, «У пошуках епітафії», 1987. Японська імперія — третя після США і СРСР наддержава світу. Китай розділений на чотири частини, корейці асимільовані. Головний герой, зіткнувшись із неприйняттям інтересу до корейського минулого, покидає сім'ю.
- Дін Кунц, «Блискавка», 1988. Нацисти знаходять спосіб переміщення з 1944 року в наш час і намагаються викрасти атомні секрети. Але серед них знаходиться саботажник: він стає хранителем життя героїні, майбутній син якої має врятувати вільний світ.
- Ганс Альфредсон, «Напад у Полшельському лісі», 1996. У Швеції через теракт гине коханка Гітлера Єва Браун. Фюрер вторгається в країну. Частині еліти країни вдається втекти, інша частина співпрацює з окупантами.
- Стівен Фрай, «Як творити історію», 1997. Головний герой змінює хід історії, щоб не допустити народження Адольфа Гітлера. У підсумку нацистів очолює ще більш цинічний і розважливий фюрер — такий собі Рудольф Глодер. Під його управлінням Рейх, який поглинув Європу, Туреччину і СРСР, проводить повільний геноцид євреїв і перебуває в ядерних перегонах зі США, які теж стали більш авторитарними і нетерпимими. Головному герою доводиться повертати історичним подіям початковий порядок.
- Майкл Добсон, Дуглас Найлз, «Лис на Рейні», 2002. «Змова 20 липня» 1944 року вдалася, Гітлера вбито, новий вождь — Генріх Гіммлер. Він укладає сепаратний мир із росіянами і обрушується на союзників усією міццю в Арденнах.
- Сергій Анісімов, «Варіант „Біс“», 2003. На боці Вермахту в 1944 році виступають Британія, Франція і США, нові союзники проводять наступ проти військ СРСР, що борються проти фашистів. Справа закінчується завданням «новим союзникам» важкої поразки, але й війська Червоної Армії знекровлені. Сторони укладають перемир'я і ділять Європу на західну і радянську, остання більша, ніж у реальній історії.
- Дмитро Казаков, «Вища раса», 2005. Рейх розгромлено, проте есесівцям вдається отримати диво-зброю — речовину, яка примножує властивості «арійця». СС захоплює Баварію та Австрію, перш ніж надлюдей вдається приборкати.
- Гаррі Тертлдав, «Людина із залізним серцем», 2008. Німеччину повалено й окуповано союзними військами — проте наростає національно-визвольна війна. Вона змушує Захід вивести війська, нацисти знову захоплюють владу.
- В'ячеслав Шпаковський, «Якби Гітлер узяв Москву», 2009. Вермахт займає Москву наприкінці жовтня 1941 року, далі німецькі війська беруть Ярославль, Горький, Пензу, увесь Кавказ з Баку і входять в Іран. Роммель, з іншого боку, перемагає в Північній Африці і захоплює Александрію влітку 1942 року. Але перелом у війні на користь союзників все одно починається — в Ірані та Йорданії восени 1942 року, а також у районі Вологди і Сталінграда. Війна закінчується перемогою антигітлерівської коаліції. Американським ядерним бомбардуванням наприкінці війни піддаються не тільки японські, а й німецькі міста, включно з оточеним радянськими військами Берліном.

### Відеоігри
У ряді відеоігор фінал спочатку відкритий і перемога країн осі може відбутися залежно від дій гравця. Так, у деяких стратегічних іграх, що симулюють перебіг Другої світової війни (Hearths of Iron), гравець може керувати арміями країн осі як одна зі сторін гри і здобути перемогу всупереч реальній історії.
Інші відеоігри використовують альтернативно-історичні декорації, в яких перемога країн осі відбувається незалежно від дій гравця, або відбулася до початку гри, як наприклад Wolfenstein: The New Order і наступних після неї ігор. У серії Wolfenstein тільки німці здобувають всі військові перемоги в період з 1944 року, а наприкінці 1948 року взагалі захоплюють всю планету, проте після 1960-х втрачають панівні позиції через визвольний рух.